# E-Trade
Pour les articles homonymes, voir Trade (homonymie).
E-Trade (ou E*TRADE, en anglais « E-Trade Financial Corporation ») est une banque en ligne proposant des services de courtage, fondée en 1982 à Palo Alto dans l'État de Californie aux États-Unis. Son siège se situe à New York.

## Histoire
La société est créée en 1982 sous le nom de TradePlus par William Porter et Bernard Newcomb. En 1983, l'entreprise effectue la première opération électronique de courtage (une activité dont le pionnier est Tickerscreen, qui démarre ses opérations en 1982 également). En 1991, les fondateurs créent une nouvelle société, E-Trade, avec les fonds récoltés avec TradePlus. E-Trade permet aux particuliers d'opérer des ordres de courtage depuis les navigateurs America Online et Compuserve, devenant le premier site internet à proposer des services de courtage. En 1994, la société affiche $11 millions de chiffre d'affaires, et $60 millions en 1996. En 1996, l'entreprise devient publique.
En 2000, E-Trade fait l'acquisition de Telebanc Financial Corporation et d'Electronic Investing Corporation. En 2001, elle acquiert Web Street Securities, qui dispose d'agences à Beverly Hills, Boston, Denver et San Francisco, pour $45 millions. En 2002, E-Trade acquiert Tradescape Corporation.
En février 2020, Morgan Stanley annonce l'acquisition de E-Trade, pour 13 milliards de dollars.

## Activités
Initialement créé pour offrir des services de courtage électronique, E-Trade propose aujourd'hui toute une gamme de produits autour de cette activité initiale :
- Compte courant
- Carte Visa
- Achat/gestion de :
  - Actions
  - Trackers
  - Fonds mutuel
  - Obligations
  - Options
  - Futures

## Incidents
Les ruptures de service via le site internet de l'entreprise ou son application mobile peuvent s'avérer être d'importantes sources de pertes pour ses utilisateurs, comme ce fut le cas en janvier 2014.
Durant les périodes de fête de Noël de l'année 2011, des attaques informatiques Ddos ont paralysé le site australien d'E-Trade.
En octobre 2015, E-Trade annonce à ses utilisateurs qu'en 2013, lors d'une cyber-attaque sur le site de l'entreprise, les données personnelles de 31 000 utilisateurs ont été compromises.
En novembre 2015, un trader utilisant la plateforme E-Trade réalise une perte de plus de $100 000 et lance alors une campagne de financement participatif sur le site GoFundMe pour récupérer l'argent perdu,.
En février 2016, le trader controversé Martin Shkreli accuse une perte de $40 million dans son compte E-Trade, après que l'entreprise KaloBios, principal investissement du trader, se soit déclarée en faillite.
En mai 2016, les autorités philippines perquisitionnent les locaux à Manille d'E-Trade et procèdent à l'arrestation de 36 employés de l'entreprise américaine. En cause : alors que l'antenne philippine d'E-Trade n'est vouée qu'à la relation client, des ordres d'achat/vente ont été exécutés depuis ces bureaux alors qu'aucune autorisation légale ne le leur permet.